# Barbadosi labdarúgó-szövetség
A Barbadosi labdarúgó-szövetség (angolul: Barbados Football Association) Barbados nemzeti labdarúgó-szövetsége. 1910-ben alapították. A szövetség szervezi a barbadosi labdarúgó-bajnokságot, működteti a barbadosi labdarúgó-válogatottat.